# Tel-Aviv
Tel-Aviv-Jafa, anomenada habitualment Tel-Aviv, és una ciutat israeliana situada a la costa mediterrània. És, també, el centre de l'àrea metropolitana de Gush Dan, la més extensa d'Israel. Particularment marcat és el contrast amb l'altra gran ciutat del país: Jerusalem.
El terme municipal de Tel Aviv és de 50,6 km², i té una densitat de població de 9.057 persones/km². La població total s'eleva a 468.809 habitants a l'any 2022. Un 96,1% dels residents són jueus, un 3% són musulmans i un 0,9% són cristians àrabs. A més, hi ha uns 50.000 immigrants (no jueus) vivint a la ciutat.
L'àrea metropolitana comprèn diverses poblacions, sumant un total d'uns 3.850.100 d'habitants vivint al llarg d'uns 14 km de costa mediterrània. Bat Yam, Holon, Ramat Gan, Giv'atayim, Bené-Berac, Pétah Tiqvà, Rixon le-Tsiyyon, Ramat ha-Xaron i Herzliya són altres poblacions pertanyents a aquesta àrea, coneguda com a Gush Dan.

## Origen del nom
El nom Tel Aviv significa, en hebreu, "muntanya (tel) de primavera (aviv). Així és com Nahum Sokolov anomenà la ciutat en la traducció a l'hebreu del llibre Altneuland (en alemany, La vella nova terra) escrit per Theodor Herzl.
Sokolov va idear el nom de "Tel Aviv" per al·ludir a la destrucció de l'antic estat jueu i a l'esperança de reconstrucció. Aviv (primavera) havia de simbolitzar renovació, i tel (muntanya), que en llenguatge arqueològic significa "pila de ruïnes", havia de simbolitzar la reconstrucció. Solokov va agafar el nom de la Bíblia, d'Ezequiel 3, 15: "Vaig anar a Tel-Abib, a trobar els deportats que vivien a la riba del riu Quebar. I allí on vivien, enmig d'ells, vaig estar-m'hi, atuït, durant set dies". Aviv, en aquest cas, podria fer referència a un déu o a una deessa de Mesopotàmia, que es creia que era qui originava la primavera.

## Història

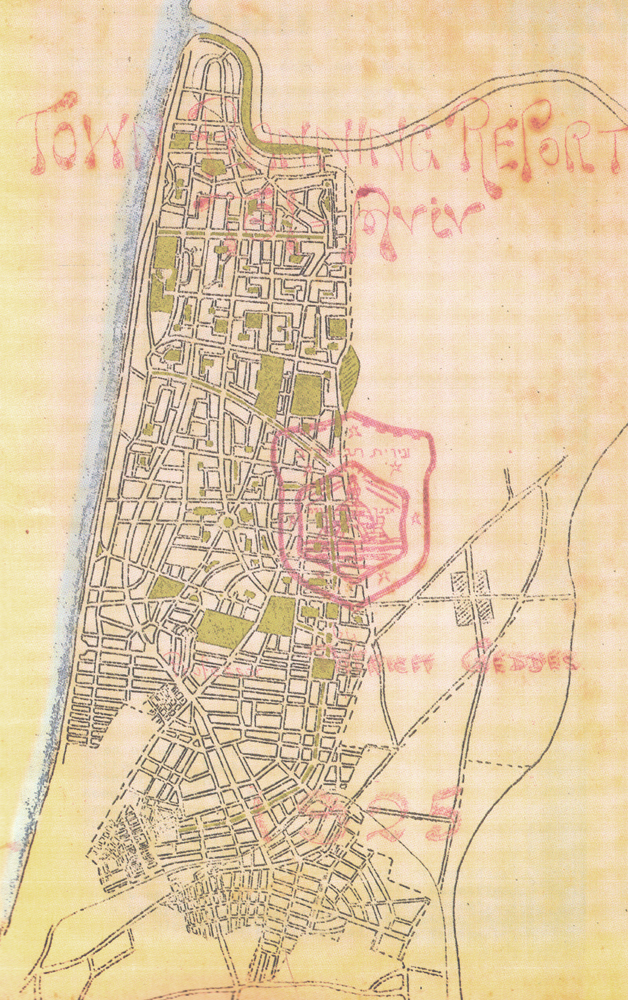
Pla mestre de Tel Aviv per Patrick Geddes, 1925

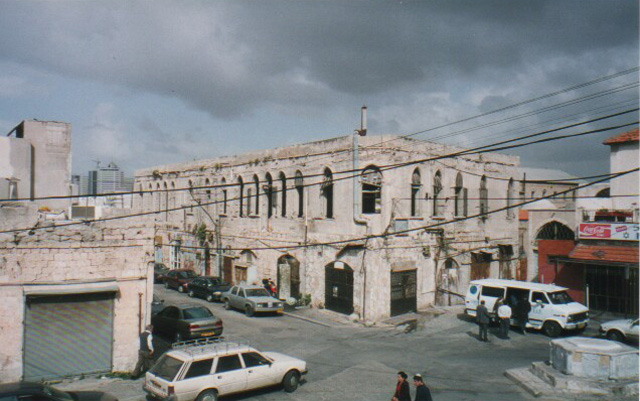
Nucli antic de Jafa

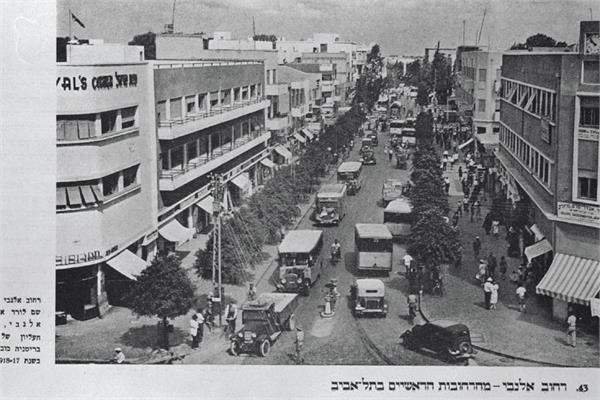
El carrer Allenby de Tel Aviv, 1940

L'assentament a la zona més meridional de Tel Aviv (els barris de Neve Shalom i Neve Tsedek) va començar cap al 1880 en substitució dels barris relativament més cars de la ciutat àrab de Jafa. Tanmateix, el 1909 es va independitzar formant la població d'Ahuyat Bayit, que posteriorment va anomenar-se Tel Aviv. En el moment de la fundació, Tel Aviv va sorgir com a ciutat dormitori per als treballadors que diàriament es desplaçaven a Jafa. Al final, però, es va iniciar una disputa entre els jueus de Tel Aviv i els àrabs de Jafa el 1921, cosa que va portar els jueus a construir un nou centre econòmic. La proximitat al port de Jafa va fer que la primera comunitat jueva que veien els immigrants fos Tel Aviv, ciutat que no ha parat de créixer des d'aleshores i ha acabat per convertir-se en la capital econòmica, cultural i social de facto del país.
Entre els anys trenta i cinquanta s'hi van construir unes 2.500 estructures d'estil Bauhaus i internacional. Anomenada la "Ciutat Blanca de Tel Aviv" i una mica ruïnosa actualment, va ser declarada Patrimoni de la Humanitat per la UNESCO el 2003.
A la Guerra araboisraeliana de 1948, Tel Aviv va ser durant vuit mesos (maig-desembre de 1948) la capital temporal d'Israel, a causa del setge àrab de Jerusalem.
L'annexió israeliana de Jerusalem Est va generar molta polèmica internacional, de manera que molts països mantenen les ambaixades a Tel Aviv i fins i tot alguns la hi van portar als anys vuitanta, com per exemple els Països Baixos.
El 1950 es van unificar els municipis de Tel Aviv i Jafa.
Tel Aviv ha esdevingut sovint blanc de grups terroristes palestins en el curs del conflicte araboisraelià. El 19 d'octubre de 1994 un terrorista suïcida explotà en un autobús causant 25 morts; va ser el primer atac terrorista en un autobús de la ciutat, i l'esdeveniment causà fort impacte als ciutadans. El 4 de març de 1996 un altre terrorista suïcida, en ser-li barrat el pas a un centre comercial, va immolar-se en un caixer automàtic i matà 18 civils. L'1 de juny de 2001, un suïcida va explotar a la cua per entrar a una discoteca i van morir 32 persones, la majoria d'entre 16 i 21 anys. El 25 de gener de 2002 va haver-hi un altre atemptat amb vint morts i el 5 de gener de 2003 dos més amb 23 víctimes. El 17 d'abril de 2006 va haver-hi una altra immolació a l'antiga estació central d'autobusos, amb nou morts i dotzenes de ferits.

## Cultura

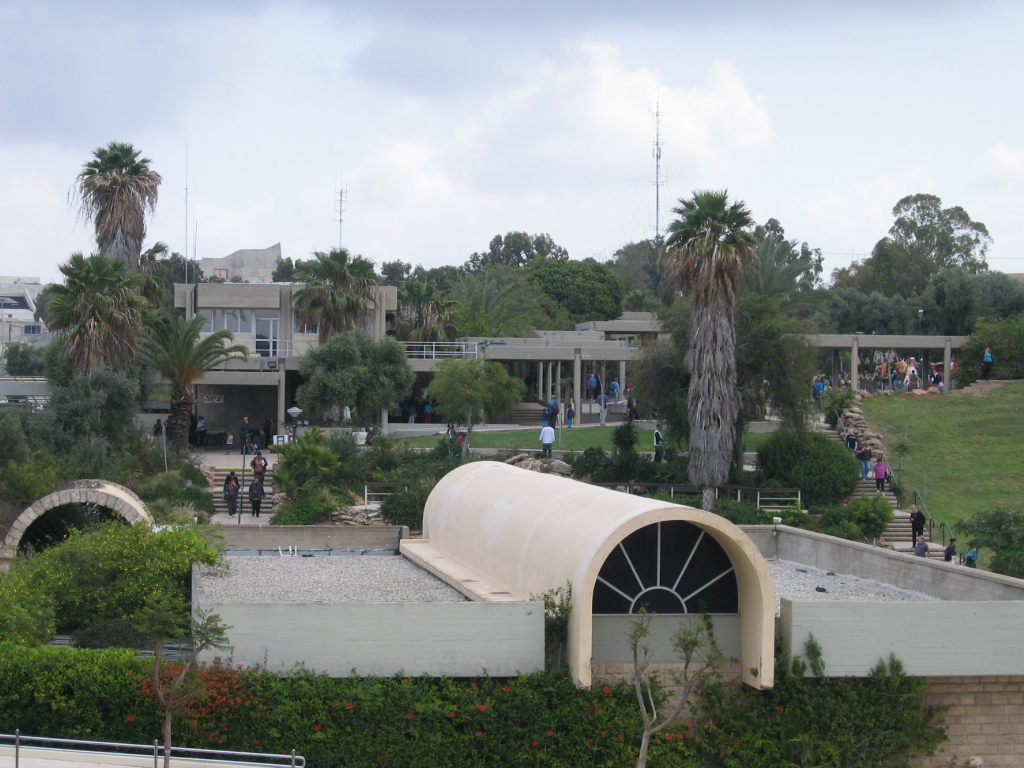
Museu Eretz Israel

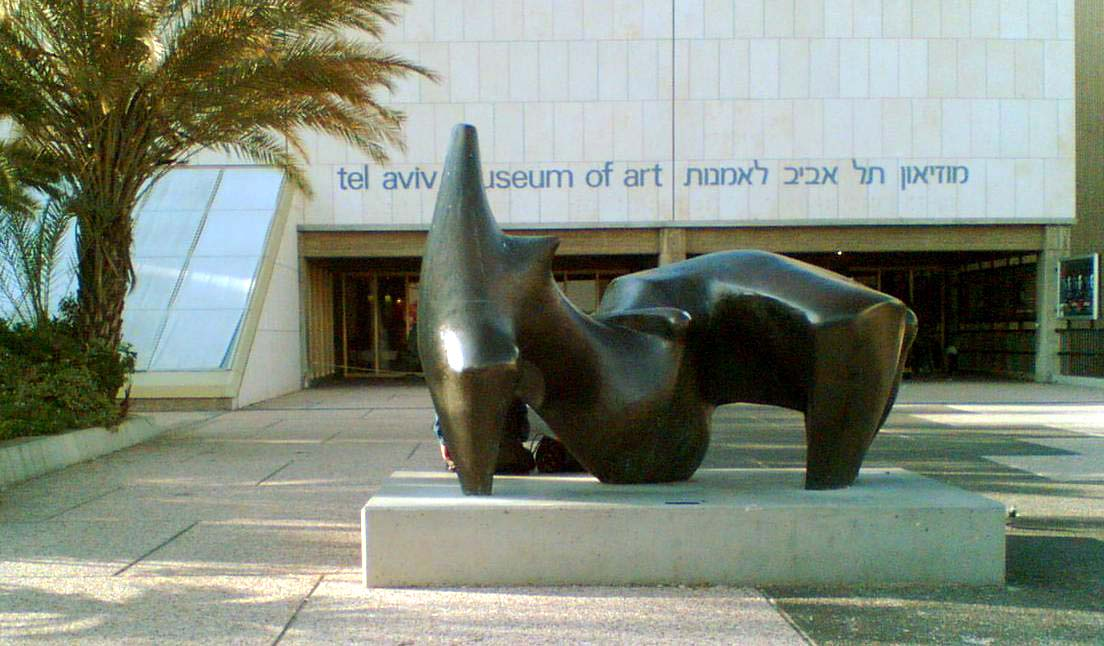
Figura reclinada per Henry Moore. Museu d'Art de Tel-Aviv

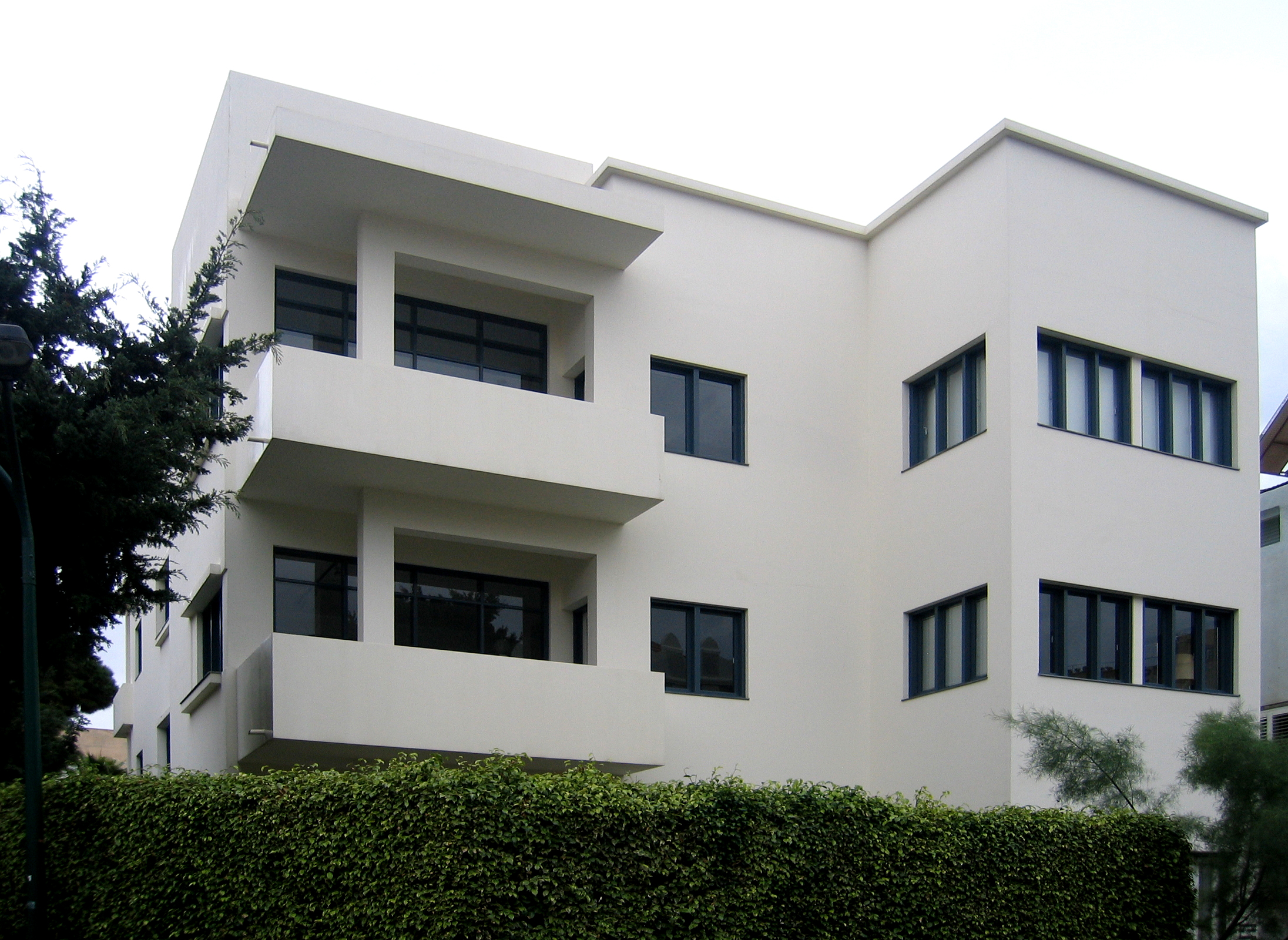
Museu Bauhaus de Tel Aviv

La Universitat de Tel-Aviv és la universitat més gran d'Israel. Té una excel·lent reputació internacional, i és especialment famosa pels departaments de física, informàtica i química.
Hi ha nombrosos centres culturals a Tel Aviv, que inclouen l'Opera House (on Plácido Domingo va estar amb la seva dona, Marta, durant dos anys i mig, de 1962 a 1965) i el Culture Hall (amb capacitat per a 3.000 persones). Tel Aviv té, a més, moltes companyies teatrals i sales d'actuació, entre les quals destaca el teatre Habima.
Museus i galeries d'art:
- El Museu Eretz Israel, conegut per la rica col·lecció de restes arqueològiques i exposicions d'història.
- El Museu d'Art de Tel-Aviv és un dels museus d'art més importants d'Israel.
- El Museu Bauhaus de Tel Aviv
- El Museu de la Diàspora Jueva (Bet ha-Tefutsot) situat al campus de la Universitat de Tel-Aviv, és dedicat a la història dels jueus arreu. Exposa documents històrics i obres d'art, i explica la història de la prosperitat i la persecució dels jueus durant els segles d'exili.
- El Museu Batey Haosef és un museu d'història militar de l'exèrcit israelià. Molts experts i col·leccionistes d'armament el consideren una autèntica joia, ja que exposa peces rares, armes israelianes històriques així com una gran varietat d'armes de foc i pintures.
- El Museu Palmach, proper a la Universitat, ofereix una experiència multimèdia única i uns arxius vastíssims, mostrant la vida de joves soldats jueus autoentrenats que esdevingueren, finalment, els primers defensors d'Israel.
- L'Acadèmia Lliure d'Israel, d'activitats poètiques i de carrer.
- Prop del jardí de Charles Clore al nord de Jafa, hi ha un petit museu de l'organització militant projueva Etzel, que va conquerir Jafa per a Israel durant la Guerra araboisraeliana de 1948.

El juliol de 2003, la Ciutat Blanca de Tel Aviv va ser declarada Patrimoni de la Humanitat per la UNESCO, gràcies als nombrosos edificis d'estil Bauhaus.
Tel Aviv té molts parcs i jardins. El més extens és el de Ganei Yehoshua (o Parc HaYarkon).
La ciutat és escenari, a més, del Dia de l'Orgull Gai més important d'Israel, que reuneix anualment més de 100.000 persones. Tel Aviv és considerada una ciutat molt oberta i amb molta vida nocturna.

## Economia
Segons estadístiques de 2001, l'estatus socioeconòmic de Tel Aviv es classificà de nivell alt (8 sobre 10). El 63,1% dels estudiants d'últim curs d'educació secundària van graduar-se. L'any 2000, el salari mensual mitjà era de 6.773 nous shequels, aproximadament la mitjana nacional.
Tel Aviv ha estat classificat com el vint-i-cinquè centre financer més important del món.
Newsweek ha descrit la ciutat com un "florent centre tecnològic" i "Los Angeles en miniatura" per The Economist. El 1998, Newsweek va descriure la ciutat com una de les deu ciutats més influents tecnològicament del món. Des de llavors, la indústria d'alta tecnologia a la zona de Tel Aviv ha continuat desenvolupant-se. L'àrea metropolitana de Tel Aviv (incloent ciutats satèl·lits com Herzliya i Petah Tikva) és el centre d'alta tecnologia israelià, de vegades anomenat Silicon Wadi. La zona d'alta tecnologia Kiryat Atidim es va obrir el 1972 i la ciutat s'ha convertit en un important centre mundial d'alta tecnologia. El desembre de 2012, la ciutat es va classificar en el segon lloc en una llista dels primers llocs per fundar una start-up d’alta tecnologia, just darrere de Silicon Valley. El 2013, Tel Aviv tenia més de 700 empreses emergents i centres de recerca i desenvolupament i es va classificar com la segona ciutat més innovadora del món, per darrere de Medellín i per davant de la ciutat de Nova York.

## Esports
Tel Aviv és seu de molts dels millors equips esportius d'Israel, i en un cas del món. Tel Aviv és, a més, l'única ciutat israeliana amb tres equips de futbol a primera divisió.
El Maccabi Tel Aviv fou fundat el 1906 i participa en deu esports diferents, entre els quals el bàsquet, el futbol i el judo.
El Hapoel Tel Aviv fou fundat el 1923 i actualment inclou onze seccions esportives, destacant en bàsquet, basquet femení, futbol i caiac.
El Club de Futbol Bnei Yehuda és l'únic equip de futbol israelià de primera divisió que representa només un barri (el Shechunat Hatikva o Barri Esperança) en lloc d'una ciutat sencera.
Altres clubs de futbol que van jugar a primera divisió eren el Shimshon Tel Aviv i el Beitar Tel Aviv, que ara, fusionats, juguen a la tercera divisió. El Maccabi Yafo, que va jugar també a primera, juga ara en categories inferiors.

## Transports

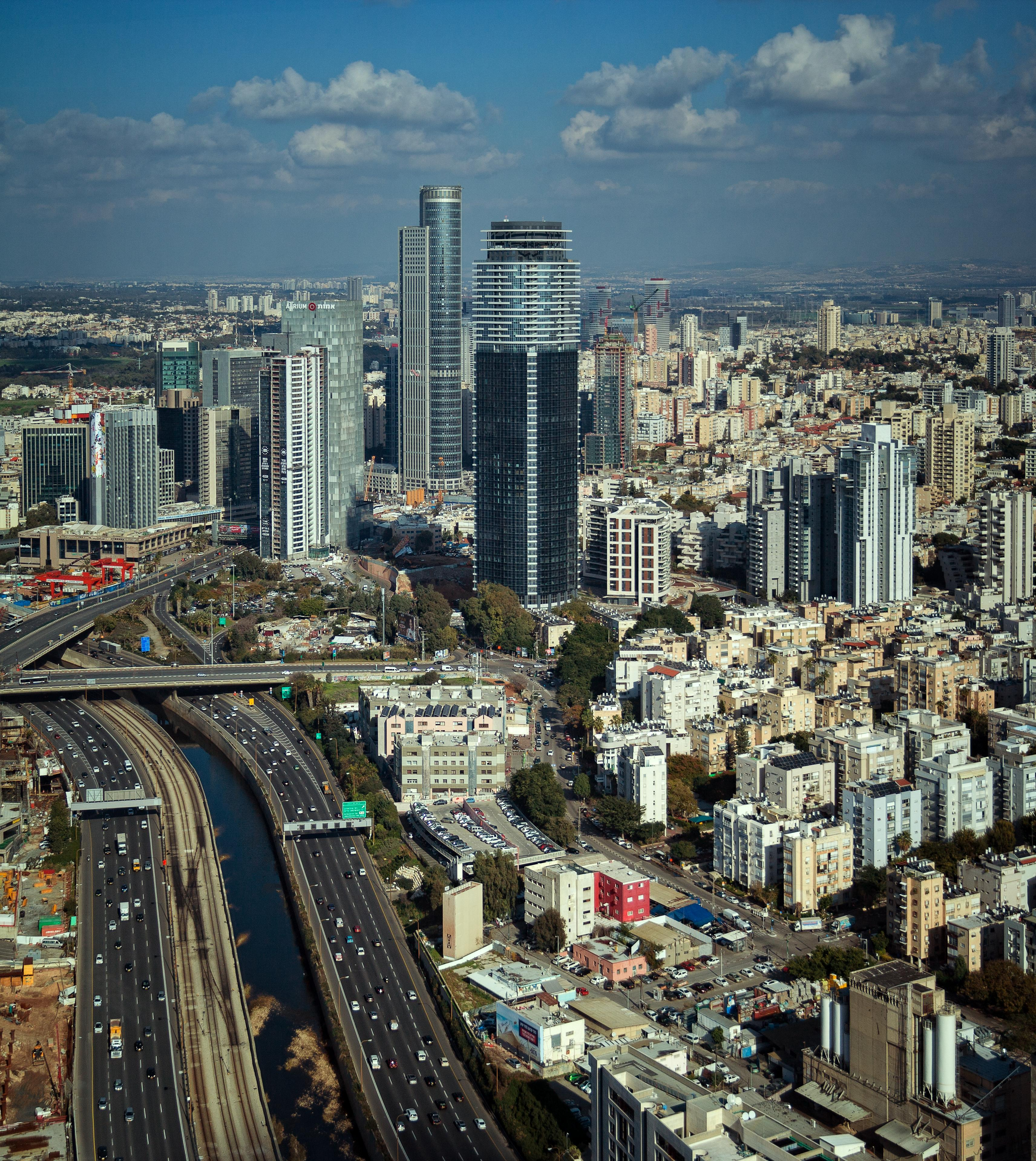
L'autopista Ayalon, que travessa Tel Aviv

La principal àrteria viària de Tel Aviv és l'autopista Ayalon, que recorre la ciutat de nord a sud seguint parcialment el recorregut del riu Ayalon.
Seguint aquesta autopista trobem les quatre estacions de tren de la ciutat, que són (de nord a sud): Universitat de Tel-Aviv, l'estació central de Tel Aviv Merkaz (propera a l'estació d'atobusos Masof 2000), Tel Aviv ha-Xalom (propera al centre comercial Azrieli) i Tel Aviv ha-Haganà (propera a l'estació central d'autobusos). Cada mes un milió de persones viatgen entre Tel Aviv i les ciutats de Rixon le-Tsiyyon, Rehobot i Pétah Tiqvà.
L'estació central d'autobusos, la més gran del món, es troba al sud de Tel Aviv. La xarxa principal d'autobusos urbans és gestionada per la companyia Dan Bus. La Cooperativa Egged Bus, la segona empresa d'autobusos més gran del món, gestiona la majoria de trajectes interurbans amb origen o destinació Tel Aviv.
L'aeroport de Tel Aviv és Dov Hoz (codi: SDV), situat al nord de la ciutat i destinat principalment als vols nacionals. L'Aeroport Internacional de Ben Gurion (codi: TLV) és l'aeroport internacional més important d'Israel, i es troba a 15 km al sud-est de Tel-Aviv, prop de Lod.
La primera fase del metro de Tel Aviv es completarà, segons les previsions, el 2012 i es pretén que millori enormement la xarxa de transport públic de la ciutat.

## Alcaldes
- Meir Dizengoff (1921-1925)
- David Bloch (1925-1927)
- Meir Dizengoff (1928-1936)
- Israel Rokach (1936-1952)
- Chaim Levanon (1953-1959)
- Mordechai Namir (1959-1969)
- Yehoshua Rabinowitz (1969-1974)
- Shlomo Lahat (1974-1993)
- Ronnie Milo (1993-1998)
- Ron Huldai (1998-)

## Persones il·lustres
- Margalit Matitiahu (n. 1935), poetessa.
- Dan Shechtman (n. 1941), científic, Premi Nobel de Química de l'any 2011.
- Guilad Zuckermann (n. 1971), lingüista.

## Ciutats agermanades
Va estar agermanada amb Barcelona amb un Acord d'Amistat i Col·laboració signat el 1998, però fou revocat el 9 de febrer de 2023. A més, està agermanada amb:
- Almati (Kazakhstan)
- Belgrad (Sèrbia)
- Bonn (Alemanya)
- Budapest (Hongria)
- Buenos Aires (Argentina)
- Canes (França)
- Chişinău (Moldàvia)
- Colònia (Alemanya)
- Essen (Alemanya)
- Filadèlfia (EUA)
- Frankfurt (Alemanya)
- Gaza (Palestina)
- Incheon (Corea del Sud)
- Esmirna (Turquia)
- Łódź (Polònia)
- Milà (Itàlia)
- Moscou (Rússia)
- Ciutat de Nova York (EUA)
- Pequín (Xina)
- Sofia (Bulgària)
- Tolosa de Llenguadoc (França)
- Toronto (Canadà)
- Varsòvia (Polònia)

## Panorama

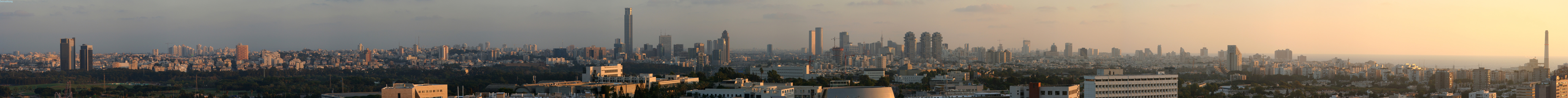
Panoràmica des del nord

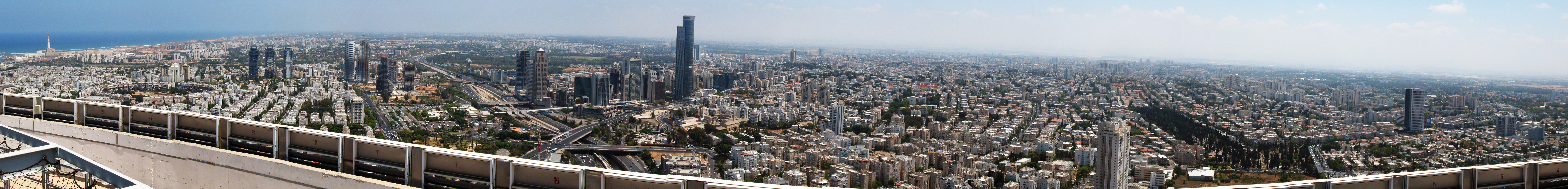
Panorama de l'àrea metropolitana de Gush Dan

Vista de Tel Aviv des de l'Azriel Center

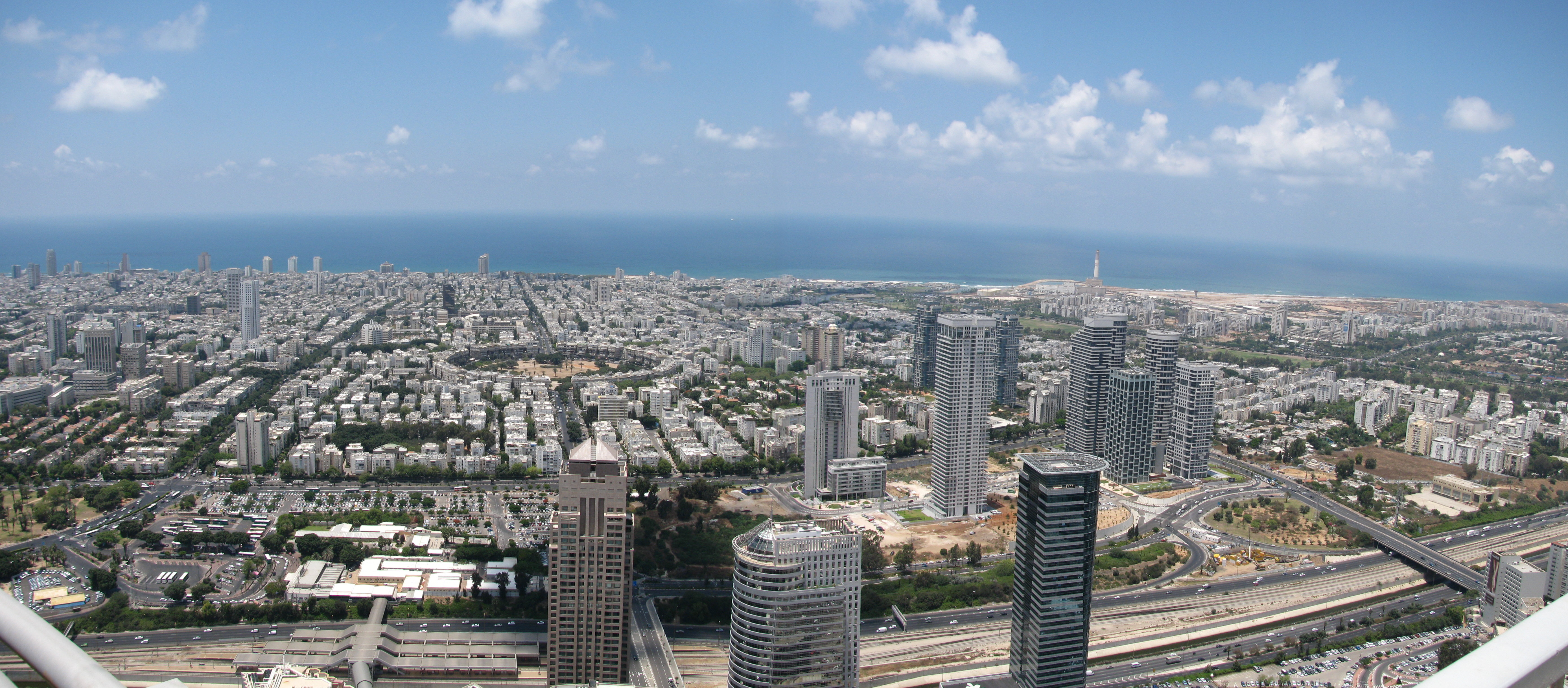
Vista de Tel Aviv des de la torre Shalom Meir. S'aprecia la plaça HaMedina al mig

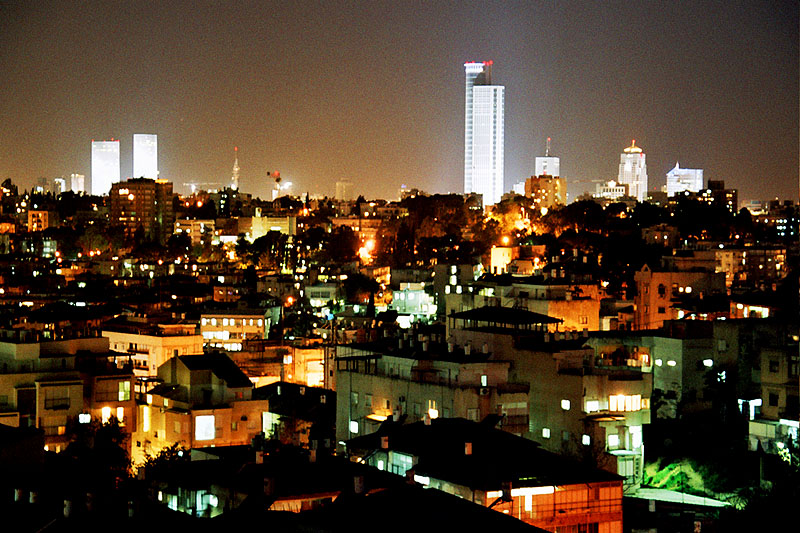
Imatge de Gush Dan de nit
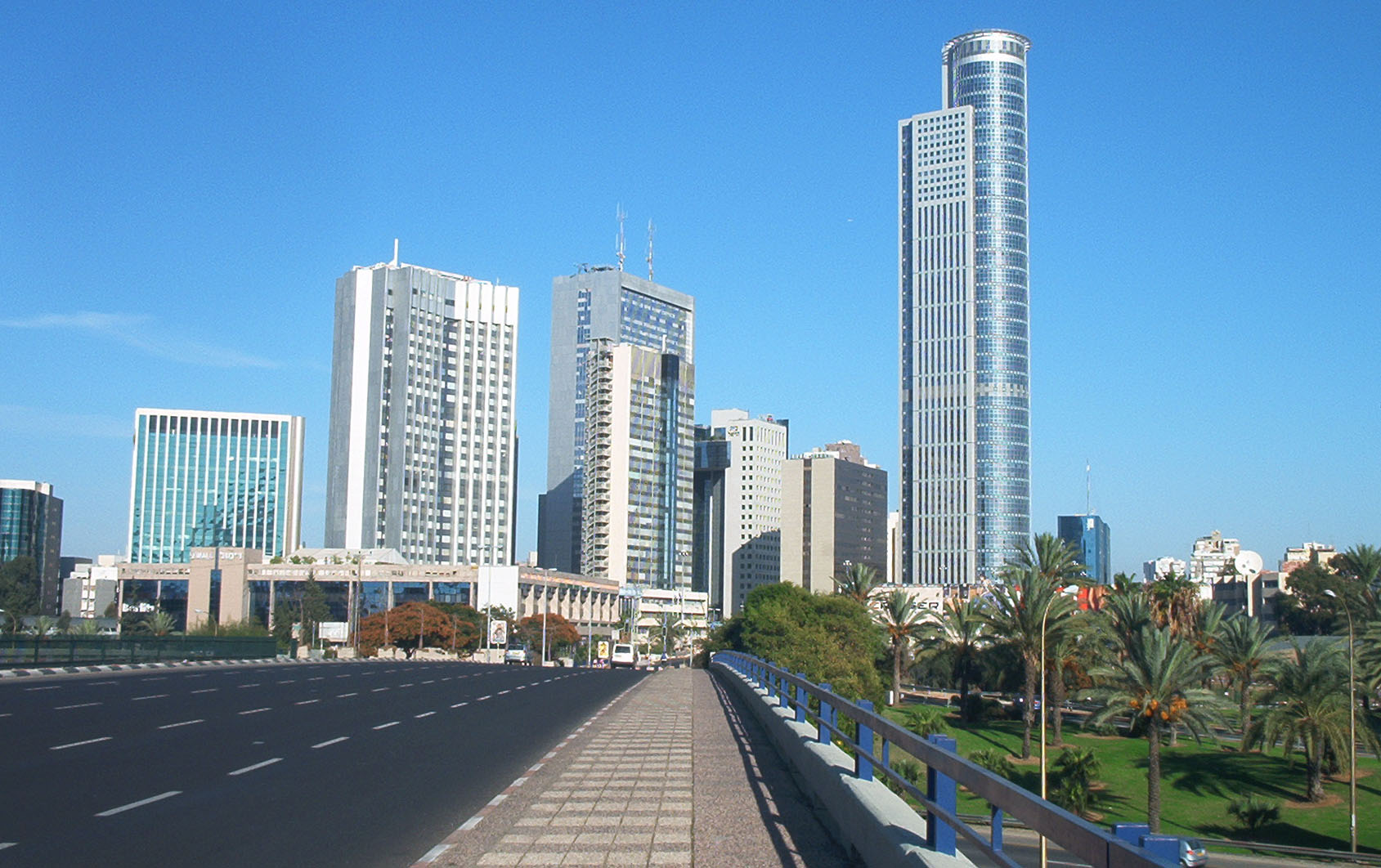
Gratacels de Ramat Gan
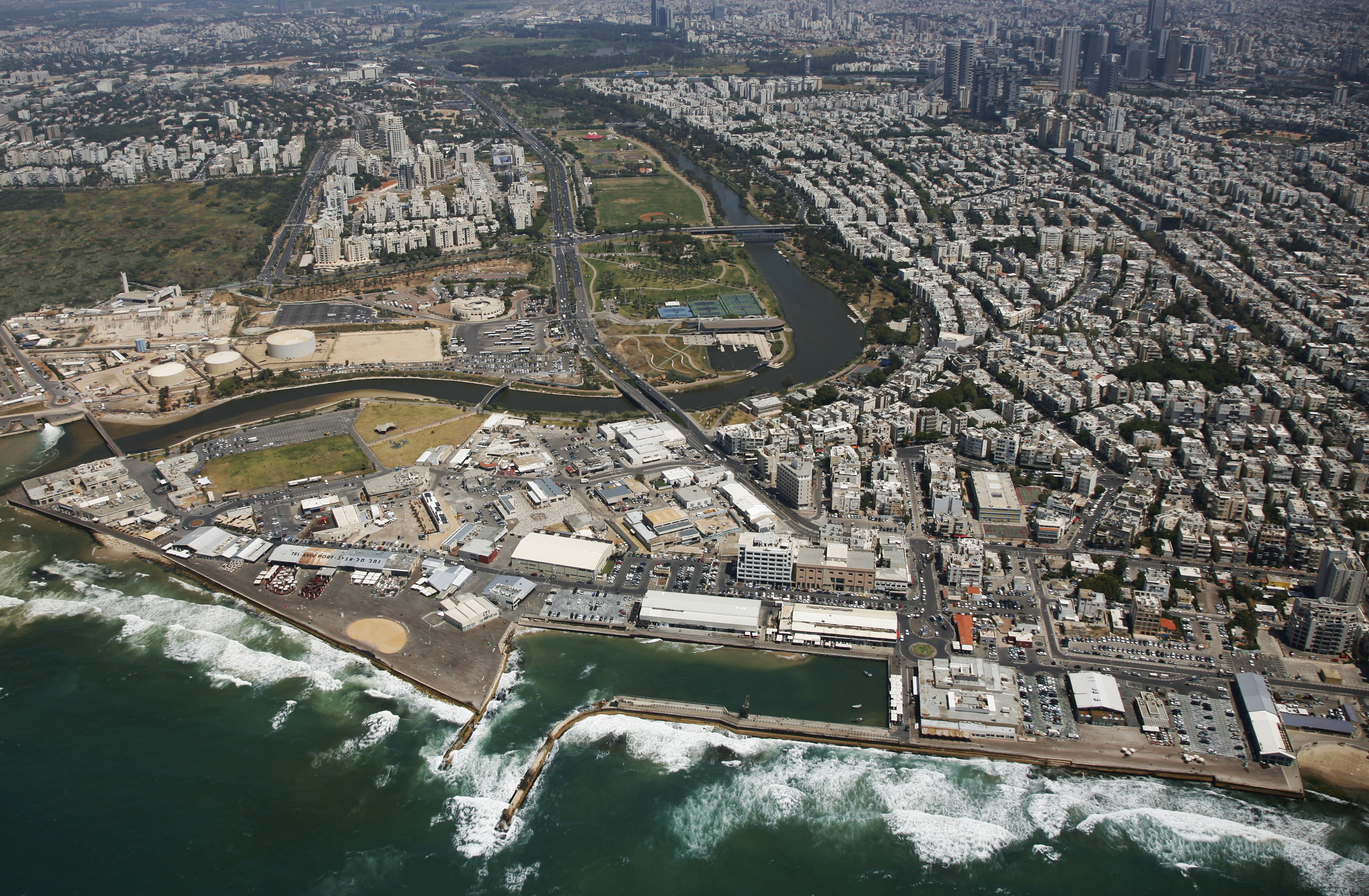
Tel Aviv Port